# Thủy điện Krông H'năng
Thủy điện Krông H'năng là công trình thủy điện xây dựng trên dòng sông Krông H'Năng, phụ lưu cấp 1 của sông Ba, tại vùng đất xã Ea Ly huyện Sông Hinh tỉnh Phú Yên và xã Ea Sô huyện Ea Kar tỉnh Đắk Lắk, Việt Nam .
Thủy điện Krông H'năng có công suất lắp máy 64 MW với 2 tổ máy, khởi công tháng 5/2005, hoàn thành tháng 3/2011 .

## Sông Krông H'Năng
Sông Krông H'Năng  là phụ lưu cấp 1 của sông Ba, bắt nguồn từ vùng huyện Ea Kar và M'Drắk tỉnh Đắk Lắk. Sông chảy uốn lượn có hướng chính là đông bắc, một đoạn ngắn là ranh giới tự nhiên giữa huyện Ea Kar tỉnh Đắk Lắk và huyện Sông Hinh tỉnh Phú Yên. Sông đổ vào sông Ba ở huyện Krông Pa tỉnh Gia Lai.

## Vấn đề dân sinh môi trường
Năm 2012 Thủy điện Krông H'năng được coi là chưa tuân thủ quy định về bảo vệ môi trường. Công ty có nghĩa vụ trồng 175 ha rừng, nhưng đến lúc đó mới chỉ trong giai đoạn triển khai . Các chủ đầu tư dự án thủy điện không thực hiện đầy đủ nghĩa vụ của mình đối với người dân vùng dự án thủy điện, dẫn đến đời sống của người dân vùng dự án gặp nhiều khó khăn, tỉ lệ hộ nghèo chiếm khá cao, nhiều địa phương thiếu đất sản xuất, nạn phá rừng làm rẫy gia tăng....

## Chỉ dẫn
1. ↑  Tên sông theo Bản đồ tỷ lệ 1:50.000 tờ D-49-62C và 74A, Cục Đo đạc và Bản đồ, 2004, là Ea Krông H'năng. Nghĩa chữ theo tiếng dân tộc ở đây: ea: nước; krông: sông. Chú ý trong tiếng Việt cổ (trước thế kỷ 16) cũng dùng từ "krông", sau này mới đổi thành "sông". Xem Chữ Nôm.